# Margaret Mayo (dramaturga)
Margaret Mayo  (Brownsville, Illinois, Estados Unidos, 19 de noviembre de 1882– 25 de febrero de 1951, Ossining, New York, Estados Unidos ), cuyo nombre de nacimiento era Lillian Elizabeth Slatten y también fue conocida como Lillian Elizabeth Clatten y Mrs. Edgar Selwyn, fue una escritora y dramaturga de larga actuación en su país. Estuvo casada con el actor y escritor Edgar Selwyn.	

## Carrera profesional

### Primeros años
Creció en una granja del Medio Oeste de Estados Unidos y estudió en la Escuela de Niñas de Fox Lake, Wisconsin; después del divorcio de sus padres se trasladó con su madre a Oregón donde estudió en el Convent of the Sacred Heart en Salem; y después cursó durante un año en la Universidad de Stanford. Muy joven viajó a Nueva York para dedicarse a la actuación, ocasión en que adoptó el nombre artístico de Margaret Mayo. En 1896 obtuvo un pequeño papel en la obra Thoroughbred en el Garrick Theatre y en 1897 trabajó en Secret Service de William Gilette en cuyo elenco también revistaba el actor y escritor Edgar Selwyn, con quien finalmente se casó en 1901 para divorciarse en 1919.

### Labor como autora teatral
En 1901 adaptó para teatro la novela de la escritora británica Ouida, Under Two Flags, para poder representar el papel de Cigarette. Dos años después, mientras trabajaba como actriz de reparto en la obra Pretty Peggy en el Herald Square Theatre, tomó una muy publicitada apuesta consistente en escribir una obra de teatro en 24 horas y la ganó produciendo The Mart, una comedia en tres actos, éxito que la llevó a dejar la actuación por la escritura. 
También le fue encomendada la adaptación de la difundida novela The Marriage of William Ashe, de Mary Augusta Ward y realizó una exitosa adaptación de la obra Divorçons (1880) de Victorien Sardou. Su primer gran éxito fue la pieza “Polly of the Circus” (1907). Mayo escribió en 1910 Baby Mine, una original farsa que fue representada en todo el mundo, desde Japón hasta Alemania, además de haber sido puesta en múltiples ocasiones en Broadway y tener varias versiones fílmicas y Twin Beds en 1914, también llevada a la pantalla. En 1916 fue junto con su esposo Edgar Selwyn, su hermano Archibald Samuel Goldfish y Arthur L. Hopkins, socia fundadora de la Goldwyn Pictures Corporation abonando su parte de 75 000 dólares con los derechos de filmación de Polly of the Circus que, protagonizada por Mae Marsh y Vernon Steele fue en 1917 la primera producción de la nueva empresa. En 1932 se filmó otra versión con Marion Davies y Clark Gable.
Escribió un promedio de por lo menos una obra teatral por año hasta 1917, en que cambió el género de la dramaturgia por el de la novelística. En esa época el treinta por ciento de las obras de teatro eran escritas por mujeres, en Broadway el teatro profesional tenía una gran actividad y escritores exitosos como Mayo requerían entre 65 000 y 100 000 dólares por una nueva obra.
La obra de Mayo vinculó el género de la farsa de la década de 1880 en Francia con las películas de enredo matrimonial de las décadas de 1910 y 1920 así como con las comedias posteriores ya en la época del cine sonoro, por lo que puede considerársela una figura clave en la historia de la adaptación de las tramas de novelas al escenario teatral primero y a la pantalla de cine luego.
En 1918 participó del Program Committee of America’s Over-There Theatre League, encabezando el primer grupo de artistas que actuaron para los soldados estadounidenses enviados a Francia.
En 1926 fue uno de los escritores firmantes del Acuerdo de los dramaturgos americanos que ulteriormente dio paso al nacimiento de la Liga de Dramaturgos; también tuvo una activa participación como residente de Croton-on-Hudson en los temas vinculados a la ciudad. En 1932 propició que el místico oriental Meher Baba residiera un año en una casa de su propiedad, un gesto de hospitalidad que reflejaba su atracción por ciertos temas concordante con la obra que publicara en 1901, Our Fate and the Zodiac: An Astrological Autograph Book (Nuestro destino y el Zodíaco: una autobiografía astrológica).
La obra de Mayo a menudo oscilaba entre lo verosímil y lo sorprendente. Usaba la parodia y, especialmente, la farsa, para dramatizar temas sociales y aprovechar cada oportunidad para echar abajo convenciones dramáticas dentro de situaciones creíbles.
En una nota del New York Times en 1910, Mayo aconsejaba a los aspirantes a escritor: "No es necesario siquiera mantener la "simpatía" de la audiencia en una posición. Todo lo que necesitas para capturar el interés de la audiencia es alarmarla. Denle una sorpresa de algún tipo, incluso si esperan una sorpresa, si me permiten tal paradoja."
Las mejores farsas de Mayo contenían un sutil desafío a los criterios establecidos sobre la clase social y el matrimonio y, por ello, conservaban vigencia en el tiempo. Por lo menos dos adaptaciones de Baby Mine fueron producidas internationalmente —la finlandesa-japonesa Minako Isa! de 1954 y un episodio para el programa Au théâtre çe soir de la televisión francesa en 1967.

## Conflicto matrimonial
El matrimonio de Mayo y Selwyn, que era visto hasta entonces como uno de los más felices y exitosos de la industria del entretenimiento norteamericana, finalizó por divorcio en 1919.
La pareja había colaborado en el libreto del musical Wall Street Girl y Selwyn & Co., una compañía del esposo, había producido y administrado la mayor parte de la obra de Mayo. La escritora contrató al estudio jurídico Watterson and Gore para examinar los libros de Selwyn & Co en busca de importes adeudados a la misma.

## Otras actividades y últimos años
Margaret Mayo ingresó luego de su divorcio en un período de semi-retiro de la industria del entretenimiento, se radicó en Sunny Acres, una propiedad frente al río ubicada en Harmon-on-the-Hudson, New York, que había comprado junto con su madre en 1910, durante el cual escribió y presentó obras en forma ocasional. Desde allí emprendió también la actividad inmobiliaria comprando, vendiendo y alquilando inmuebles por medio de la empresa de su exclusiva propiedad Gomay Realty Corporation. Por la crisis económica de 1929 la escritora perdió gran parte de su patrimonio y de su salud. 
Por esa época también tuvo sus avatares judiciales: tras 10 años de litigio perdió su reclamo contra la ciudad de Nueva York respecto del desvío de aguas desde su propiedad por el acueducto  Catskill y ganó otro contra New York Central Railroad obteniendo el reconocimiento de la propiedad de algunas tierras en disputa.
Otro aspecto de la vida de Margaret Mayo es su interés por el espiritualismo, una creencia religiosa que en esa época estaba en pleno desarrollo conforme la cual las almas de las personas continúan existiendo e, incluso, evolucionando después de la muerte física y es posible para los seres vivos comunicarse con ellas por intermedio de personas –las médium- que tengan el don de poder intermediar. Durante más de veinte años Mayo utilizó la escritura automática o espiritual para comunicarse con el mundo del más allá. Esas sesiones, de las que tomaba notas al despertar, las usó para generar ideas y diálogos para sus nuevas obras y, según ella, por los menos una de sus obras, Woman's World, tuvo su origen en tal método. También se interesó en el bienestar de los animales –tenía muchos gatos y perros- particularmente en albergues para los mismos y los métodos de eutanasia. Mayo llegó a construir prototipos y peticionar patentes para los inventos vinculados a estas actividades.
Hacia fines de la década de 1930 y comienzos de la de 1940 su patrimonio fue congelado debido a sus deudas y ante sus crecientes angustias financieras pidió ayuda al Aurthors League Fund, a quien legó su patrimonio al fallecer. 
Margaret Mayo murió en Ossining, New York, el 25 de febrero de 1951.

## Televisión
- Au théâtre ce soir (Serie) (historia "Baby Mine"  1 episodio) (1967)
- Kraft Television Theatre  (Serie) (historia Baby Mine 1 episodio (1949)

## Filmografía
Autora de la obra
- Minäkö isä! (obra "Baby Mine" ) (1954)
- Säg det med blommor  (obra "Scared Cats") (1952)
- Tres parejas  (obra) (1942)
- The Life of the Party  (argumento "Twin Beds" o Camas gemelas  ) (1934)
- Polly, la chica del circo  (obra) (1932)
- Camas gemelas  (obra) (1929)
- A quien dios no le da hijos  (obra) (1928)
- The Marriage of William Ashe  (obra) (1921)
- Twin Beds  (obra) (1920)
- The Poor Boob  (obra) (1919)
- Nearly Married  (story) (1917)
- Baby Mine  (obra) / (screenplay) (1917)
- Polly of the Circus  (obra) (1917)
- Behind the Scenes  (obra) (1914)
- The Jungle  (1914)

Actriz
- The Virginia Judge  (1935)	…Mrs. Morgan
- La araña  …	Miembro de la audiencia  (1931)